# Мария Йозефа Австрийская (1751—1767)
Эрцгерцогиня Мария Йозефа Габриэла Йоханна Антония Анна (нем. Maria Josefa Gabriela Johanna Antonia Anna von Österreich; 19 марта 1751, Вена — 15 октября 1767, Вена) — австрийская эрцгерцогиня, дочь императора Франца I и императрицы Марии Терезии.

## Жизнь
Мария Йозефа родилась 19 марта 1751 года и была девятой дочерью императора Франца I и императрицы Марии Терезии. Её мать желала, чтобы дочь вышла замуж за Фердинанда, принца Обеих Сицилий, будущего короля Фердинанда I. Они были одного возраста и между ними возникла привязанность.
Мария Йозефа была в большом ужасе, когда на её глазах от оспы скончалась её сестра Мария Йоханна Габриэла в 1762 году. Она боялась за свою жизнь и не напрасно. Она умерла от оспы в тот день, когда должна была ехать к своему жениху Фердинанду через Альпы. Распространено мнение, что в смерти Марии Йозефы была виновата императрица, которая перед путешествием послала её молиться в гробницу Марии Йозефы Баварской, жены её брата Иосифа, которая умерла от оспы в конце мая 1767 года. Однако сыпь появилась через два дня после посещения гробницы. Инкубационный период заражения оспой длится около недели. Таким образом, эрцгерцогиня была инфицирована ещё до посещения могилы. Мария Йозефа была похоронена в Императорском склепе. После её смерти её сестра Мария Каролина вышла замуж за Фердинанда.

### Титул
- 19 марта 1751 — 15 октября 1767 Её Императорское Высочество эрцгерцогиня Австрийская, принцесса Венгрии, Чехии и Богемии